# 1195
Високе Середньовіччя •  Золота доба ісламу •  Реконкіста •  Хрестові походи •  Київська Русь

## Геополітична ситуація
Візантію очолив Олексій III Ангел (до 1203). Генріх VI є імператором Священної Римської імперії та королем Сицилійського королівства (до 1197). Філіп II Август править у Франції (до 1223).
Апеннінський півострів розділений: північ належить Священній Римській імперії, середню частину займає Папська область, більша частина півдня належить Сицилійському королівству. Деякі міста півночі: Венеція, Піза, Генуя тощо, мають статус міст-республік, частина з яких об'єднана Ломбардською лігою.
Південь Піренейського півострова в руках у маврів. Північну частину півострова займають християнські Кастилія, Леон (Астурія, Галісія), Наварра, Арагонське королівство (Арагон, Барселона) та Португалія. Річард Левове Серце є королем Англії (до 1199), королем Данії — Кнуд VI (до 1202).
У Києві княжить Рюрик Ростиславич (до 1201). Володимир Ярославич займає галицький престол (до 1198). Ярослав Всеволодович княжить у Чернігові (до 1198), Всеволод Велике Гніздо у Володимирі-на-Клязмі (до 1212). Новгородська республіка та Володимиро-Суздальське князівство фактично відокремилися від Русі. У Польщі період роздробленості. На чолі королівства Угорщина стоїть Бела III (до 1196).
В Єгипті, Сирії та Палестині править династія Аюбідів, невеликі території на Близькому Сході утримують хрестоносці.
У Магрибі панують Альмохади. Сельджуки окупували Малу Азію. Хорезм став наймогутнішою державою Середньої Азії. Гуриди контролюють Афганістан та Північну Індію. У Китаї співіснують держава ханців, де править династія Сун, держава чжурчженів, де править династія Цзінь, та держава тангутів Західна Ся. На півдні Індії домінує Чола. В Японії триває період Камакура.

## Події
- У Польщі відбулася битва над Мозгавою між силами Лешка I Білого та волинського князя Романа Мстиславича з одного боку та Мешка III Старого з сілезцями з іншого боку. Кровопролиття не визначило переможця.
- Олексій III Ангел скинув Ісаака II Ангела й став новим імператором Візантії.
- Альмохади завдали важкої поразки військам Кастильського королівства в битві під Алакросом. Християни змушені були відступити з Нової Кастилії до Толедо.
- Імператор Священної Римської імперії Генріх VI передав Тоскану своєму брату Філіпу Швабському.